# 天主教維羅納教區
天主教維羅納教區（拉丁語：Dioecesis Veronensis）是天主教會在義大利的一個教區。屬威尼斯宗主教區。

## 歷史
教區首次有文獻記載的主教出現342年，1751年由亞奎萊亞宗主教區轉屬烏迪內總教區，1818年改屬威尼斯宗主教區。

## 現況
教區範圍包括維羅納省大部、布雷西亞省和羅維戈省小部，2010年有教友843,229人，佔轄區總人口91.3%。教區下轄381個堂區，有996名司鐸。現任教區主教為若瑟·詹逖。